# John Sealy Townsend

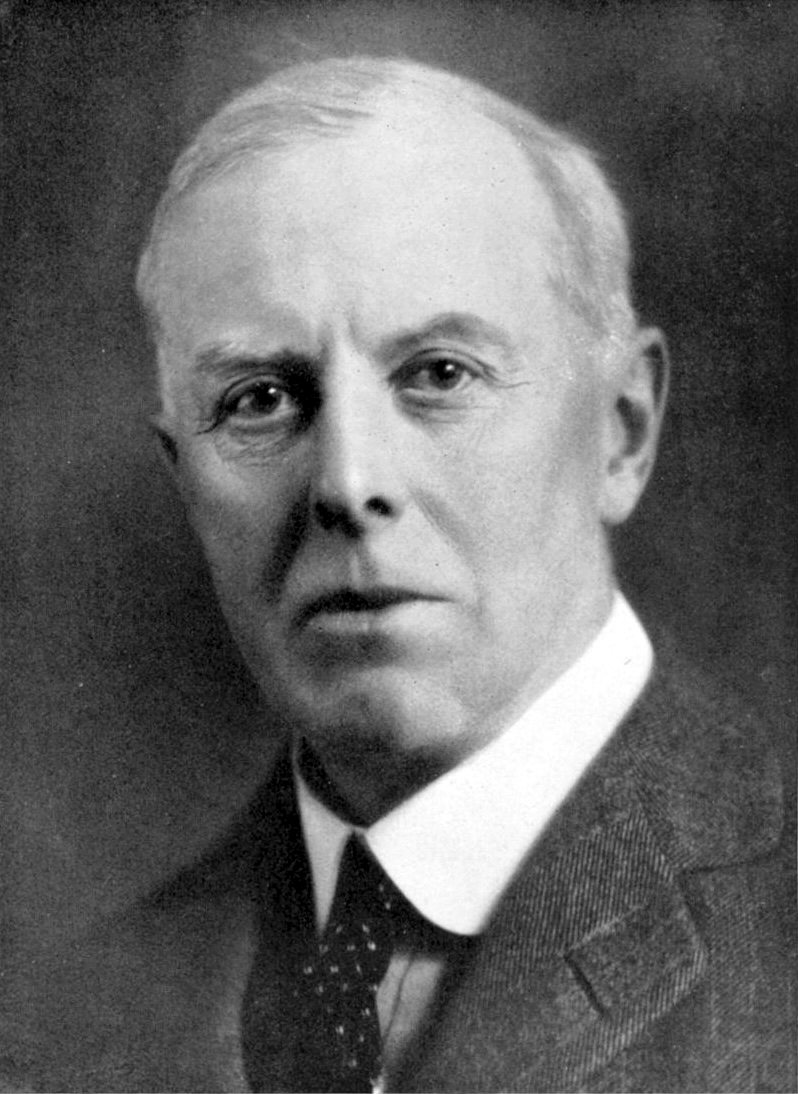
John Sealy Townsend

Sir John Sealy Edward Townsend (* 7. Juni 1868 in Galway, County Galway, Irland; † 16. Februar 1957 in Oxford) war ein britischer Physiker.

## Leben und Wirken
Townsend studierte am Trinity College in Cambridge. Er war Forschungsstudent am Cavendish-Laboratorium unter Joseph John Thomson. Ab 1900 war er Professor in Oxford.
Townsend lieferte bedeutende Arbeiten zur elektrischen Leitfähigkeit von Gasen (Gasentladung oder Townsend-Strom). 1897 bestimmte er als erster die elektrische Elementarladung mit der von ihm entwickelten Tröpfchenmethode. Diese Methode wurde später von Robert Andrews Millikan verbessert (Millikan-Versuch). 1901 entdeckte er die Ionisierbarkeit von Molekülen durch Ionenstoß und die Abhängigkeit der mittleren freien Weglänge von Elektronen (in Gasen) von der Energie (Ramsauer-Townsend-Effekt). Dass seine ansonsten anerkannte Theorie der Gasentladungen nicht für Edelgase und Quecksilber galt, weil es hier trotz hohen Drucks und geringer Spannung schon zur Zündung kommt, war Auslöser des Franck-Hertz-Versuchs, der das Bohrsche Atommodell direkt experimentell bestätigte.
1903 wurde Townsend als Mitglied in die Royal Society aufgenommen. Seit 1929 war er korrespondierendes Mitglied der Académie des sciences. 1941 wurde er als Knight Bachelor („Sir“) geadelt.

## Ehrungen
Nach ihm ist die Maßeinheit Townsend (Einheitenzeichen: Td) benannt, in der die reduzierte elektrische Feldstärke (Quotient aus elektrischer Feldstärke und Teilchenzahldichte) gemessen wird:
{\displaystyle \mathrm {1\,Td=10^{-21}\,V\cdot m^{2}=10^{-17}\,V\cdot cm^{2}} }

## Schriften (Auswahl)
- The Theory of Ionisation of Gases by Collision. 1910.
- Motion of Electrons in Gases. 1925.
- Electricity and Radio Transmission. 1943.
- Electromagnetic Waves. 1951.